# Garbicz
Garbicz (niem. Görbitsch) – wieś w Polsce położona w województwie lubuskim, w powiecie sulęcińskim, w gminie Torzym.
W latach 1975–1998 miejscowość administracyjnie należała do województwa zielonogórskiego.
Miejscowość letniskowa położona na południe od drogi krajowej nr 92, pomiędzy dwoma jeziorami: Kręcko i Wielicko. 
Od 2013 roku odbywa się tutaj Festiwal Muzyki i Sztuki Garbicz Festival. 

## Zabytki
Do wojewódzkiego rejestru zabytków wpisany jest:
- pałac, klasycystyczny z przełomu XVIII i XIX w., obecnie ośrodek wypoczynkowy. W sierpniu 2004 r. w Pałacu "Magnat" w Garbiczu odbył się V zjazd członków Zrzeszenia Szlachty Herbu Sas

inne zabytki:
- kościół neogotycki z XIX w.

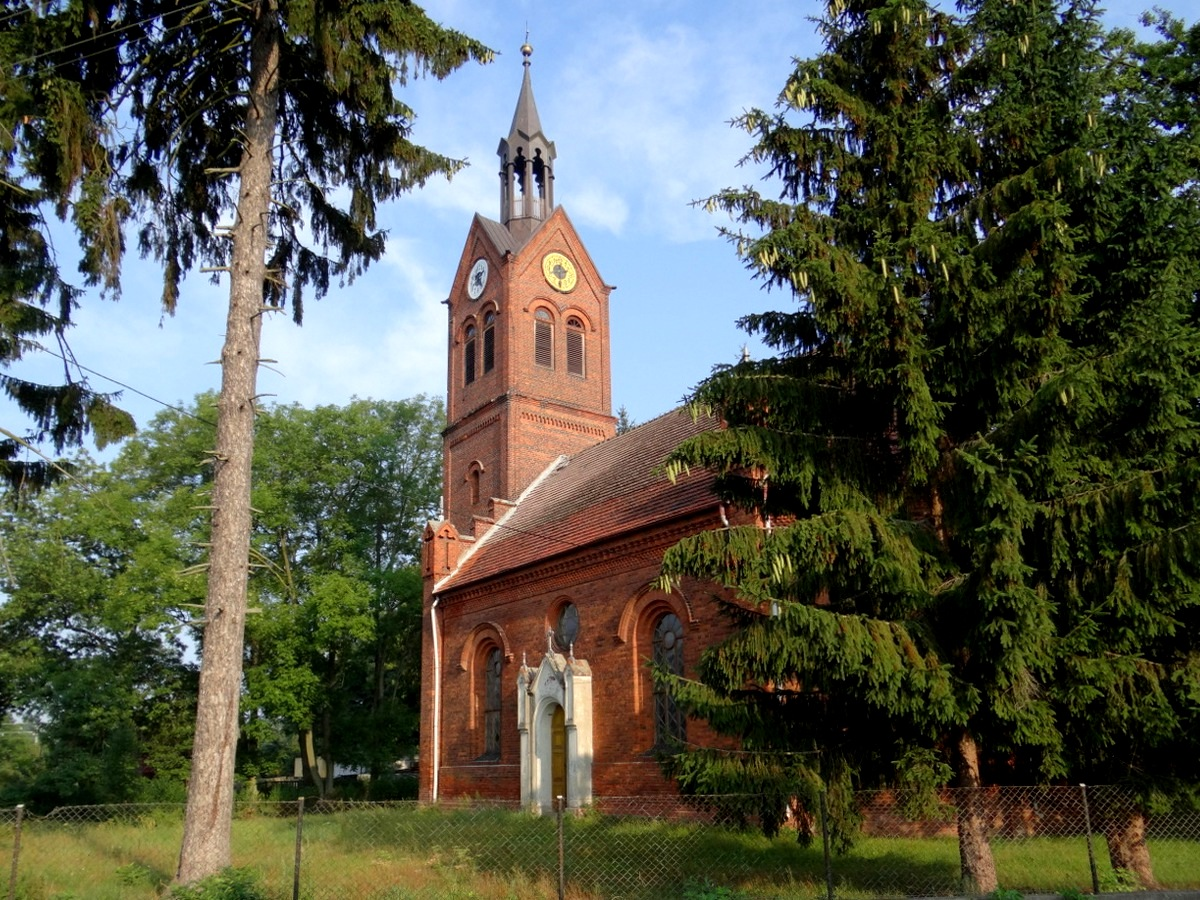
Kościół Najświętszego Serca Pana Jezusa z 1855
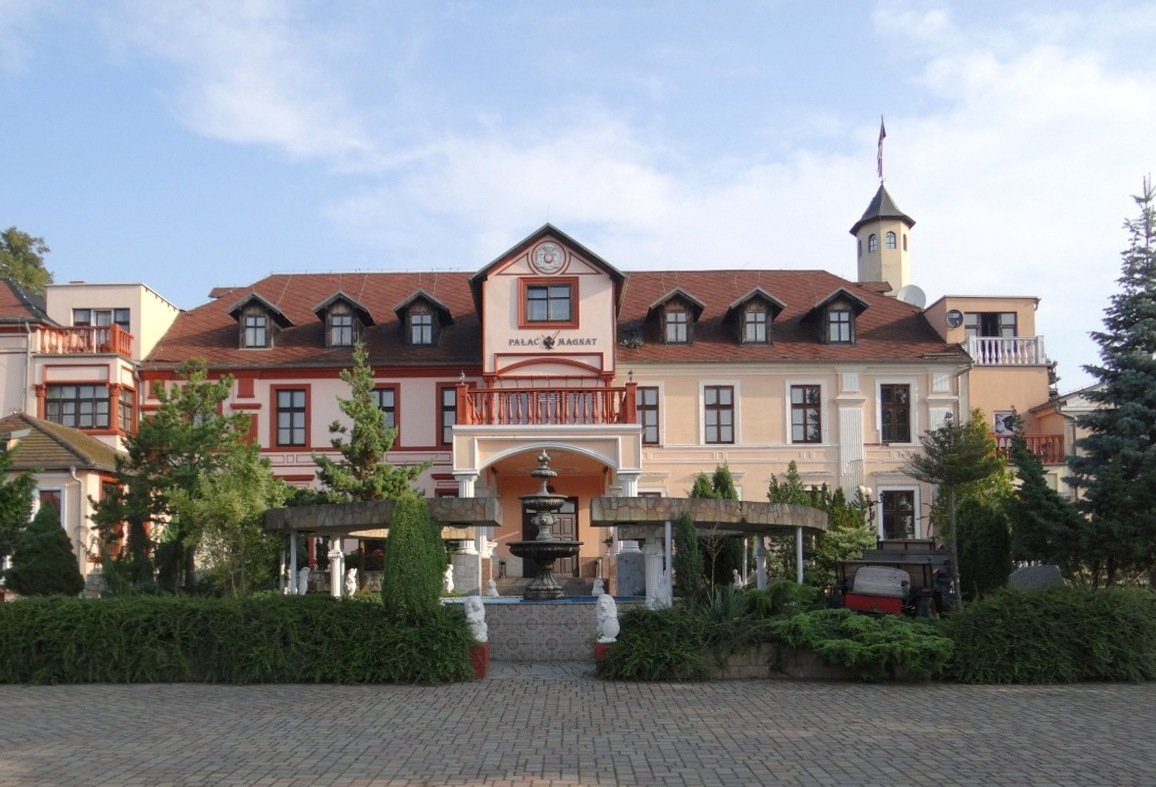
Pałac Magnat